# Looker
Pour plus de détails, voir Fiche technique et Distribution.
Looker ou L'Ordinateur meurtrier au Québec est un film de science-fiction américain écrit et réalisé par Michael Crichton, sorti en 1981.

## Synopsis
Un chirurgien esthétique (Albert Finney) prend connaissance de la mort de plusieurs patientes, modèles dans la publicité. Rapidement soupçonné par la police, il entame sa propre enquête pour protéger le top-modèle restant (Susan Dey). Ensemble, ils découvrent que l'employeur des mannequins, une société de productions publicitaires, compte utiliser une forme d'hypnose dans ses spots pour soutenir un homme politique. Le président-directeur général (James Coburn) fera tout pour étouffer les velléités du médecin.

## Fiche technique
Sauf indication contraire, les informations mentionnées dans cette section peuvent être confirmées par la base de données cinématographiques IMDb,  présente dans la section « Liens externes ».
- Titre original et français : Looker
- Titre québécois : L'ordinateur meurtrier
- Réalisation et scénario : Michael Crichton
- Direction artistique : Jack G. Taylor Jr
- Décors : Dean Edward Mitzner
- Costumes : Betsy Cox
- Photographie : Paul Lohmann
- Montage : Carl Kress
- Musique : Barry De Vorzon
- Production : Howard Jeffrey
- Société de production : The Ladd Company et Warner Bros.
- Sociétés de distribution : Warner Bros. ; Sinfonia Films (France)
- Pays d'origine :  États-Unis
- Langue originale : anglais
- Format : couleur - 2,35:1 - Dolby
- Genres : Science-fiction et thriller
- Durée : 93 minutes
- Date de sortie :
  - États-Unis : 30 octobre 1981
  - France : 6 juin 1984

## Distribution
- Albert Finney (VF : Bernard Murat) : Dr Larry Roberts
- James Coburn (VF : Jacques Deschamps) : John Reston
- Susan Dey (VF : Sylvie Feit) : Cindy Fairmont
- Leigh Taylor-Young (VF : Perrette Pradier) : Jennifer Long
- Dorian Harewood : le lieutenant Masters
- Tim Rossovich : l'homme à la moustache
- Kathryn Witt (VF : Béatrice Delfe) : Tina Cassidy
- Terri Welles (VF : Martine Messager) : Lisa Convey
- Ashley Cox : Candy
- Donna Kei Benz (VF : Annie Balestra) : Ellen
- Michael Hawkins (VF : Michel Bardinet) : le sénateur Robert Harrison
- Terry Kiser : le réalisateur du spot publicitaire
- Richard Venture : le père de Cindy
- Darryl Hickman : Dr. Jim Belfield

## Production
Michael Crichton écrit le scénario au milieu des années 1970 : « Au départ, j'ai essayé d’écrire ce que je croyais une histoire ridicule où les personnages étaient séduits par des images animées faites par ordinateur. À l'origine, c’est censé d’en faire une comédie. Ensuite, nous sommes allés à des sociétés de production demandant des offres, et le problème, pendant la discussion, c’est que personne ne s’y exprimé genre « Bizarre comme idée ! » ou « Jusqu'où peut aller la bêtise ? ». Finalement, arrive un personnel qui se lance : « Mais, bien évidemment ! vous savez que tout le monde fait ce travail… il s'agit d'un nouveau domaine controversé » », raconte-il pour le magazine Advertising Age, en 1981.
Ce film contient des effets visuels sur la modèle Cindy, première nature humaine en images numériques.
Le tournage a lieu à Los Angeles en Californie, dont la Zuma Beach, la California State Route 1 pour la maison près de la plage à Malibu et l'université Art Center College of Design à Pasadena pour se servir de l’entreprise fictive Digital Matrix.

## Récompense
- Festival international du film fantastique de Bruxelles 1985 : Meilleur film de science-fiction[4]